# Precious tone (álbum)
Precious Tone es el segundo álbum grabado por la cantante y actriz Aso Natsuko, fue lanzado al mercado 26 de octubre de 2011 con la versión CD y CD+DVD, producido por la compañía japonesa Lantis., Para la canción "Precious Tone" se creó un video, además de los sencillos incluidos en el CD+DVD.
El título Precious tone se refiere a una piedra preciosa de Aso "se acuñó con el deseo de cuidar el sonido en sí mismo"

## CD Lista de canciones
1. Eureka Baby (エウレカベイビー) [3:50]
Letras de canciones: Aki Hata(畑亜貴) , composición musical: K. Yamada (前山田健一)
  - Baka to Test to Shōkanjū to Shōkanjū 2! tema del ending

Octavo single
2. More-More Lovers!! [3:50]
Letras de canciones: Aki Hata(畑亜貴) , composición musical: K. Yamada (前山田健一)
  - MM! tema del ending

Quinto single
3. Kuusou Resume (空想リジューム)[4:14]
Letras de canciones Caillié Shimada(島田カイエ), composición de musical: Grandes Murai(村井大)
  - Tema del Drama CD: No es Dios(『 かみせん。)
4. Tokimeki☆Traveler (トキメキ☆トラベラー) [4:05]
Música y Letra por Michiyo Honda, arreglista: OVERROCKET
Aso dijo: "¿Qué estás notando al escucharla?" la voz ha sido modificada, y está cambiando la voz de Aso, que es diferente de hacer las canciones hasta el momento. El plan original era: "Mi nombre es Jacinto" a los que había sido adoptado como el título para el coro[3]
5. Daylight [4:38]
Música y Letra por Atchu Iwata (de Nirugirisu ) areglo: Atchu y Kurihara Minoru Iwata (de Nirugirisu)
Evento de cumpleaños de "Natsuko Aso" quien le pidió a Iwata incluirlo en su álbum
6. Knockin' On Dream's Door [4:45]
Letras de canciones: Saori Kodama, compuesta por Pesama
7. Luminous Face, It's Mine! [4:10]
Letras de canciones: Aki Hata(畑亜貴), Compositor: Digg 伊 桥 formación, arreglo: Ryosuke Nakanishi
8. Bitter [3:41]
Letras de canciones: Natsuko Aso, composición musical y el Ministerio de Watanabe
9. Starry-Eyed Future [4:20]
Letras de canciones: Natsuko Aso, Compositor: Yoshimi Katayama (KATA-Kana), Arreglo: Nomoto
10. Renai Koujou Committee (恋愛向上committee)[4:04]
Letras de canciones: Saori Kodama, composición musical: K. Yamada
  - BakaBaka to Test to Shōkanjū Matsuri  tema del opening

Séptimo single
11. Diamond Star☆ (ダイヤモンドスター☆)[4:09]
Letras de canciones: Saori Kodama, de composición musical: Motochika Sekino
  - Cardfight!! Vanguard tema del ending
12. Precious Tone [4:41]
Letras de canciones: Saori Kodama(こだまさおり), de composición musical: Tomohiro(中土智博), arreglos de cuerdas: Pesama(ぺさま)

## DVD Lista de canciones
MUSIC VIDEO
1. Precious Tone
2. More-More Lovers!!
3. Diamond Star☆ (ダイヤモンドスター☆)
4. Renai Koujou Committee (恋愛向上committee)
5. Eureka Baby (エウレカベイビー)

LIVE CLIP
1. Eureka Baby (エウレカベイビー)
2. More-More Lovers!!
3. Pop Step Trip!
4. Diamond Star☆]] (ダイヤモンドスター☆)
5. Renai Koujou Committee|Renai Koujou committee (恋愛向上committee)

## Oricon tabla de posiciones
| Lun | Mar | Mie | Jue | Vie | Sab | Dom | rango de sem | ventas  |
| --- | --- | --- | --- | --- | --- | --- | ------------ | ------- |
| -   | x   | x   | x   | x   | x   | x   | x            | xx, xxx |
| x   | x   | x   | x   | x   | x   | x   | x            | x, xxx  |
| x   | x   | x   | x   | x   | x   | x   | x            | x, xxx  |
| x   | x   | x   | x   | x   | x   | x   | x            | x, xxx  |

Total de ventas reportadas: xx, xxx*
Costo:
¥3,400 (CD+DVD)
¥3,000 (CD Only)

## Links Internos
1. 1 2  https://web.archive.org/web/20111118011146/http://official.stardust.co.jp/natsukoaso/disc.html
2. ↑  Oricon Style (ed.). «初回限定盤» [Precious Tone] (en japonés). Consultado el 23 de noviembre de 2011.
3. ↑  麻生夏子. 麻生夏子によるアルバム全曲解説. (Entrevista).  アニカン. Archivado desde el original el 14 de febrero de 2012. Consultado el 28 de noviembre de 2011.